# NGKエレクトロデバイス
NGKエレクトロデバイス株式会社（エヌジーケーエレクトロデバイス）は山口県美祢市に本社を置く半導体パッケージなど電子部品のメーカー。鳴海製陶株式会社の電子セラミックス部門を母体としている。

## 概要
1991年に鳴海製陶の電子セラミックス事業から「住友金属セラミックス株式会社」として分社し設立。1996年に住友金属工業から電子セラミックス部品事業の営業権を譲り受け「株式会社住友金属エレクトロデバイス」になった。2012年には親会社の経営統合により「日鉄住金エレクトロデバイス株式会社」に社名変更した。
2014年9月、日本ガイシ（2009年に半導体パッケージング事業から一度撤退していた）が、新日鐵住金から当社の全株式を取得すると発表。翌2015年1月5日に日本ガイシの子会社となり、「NGKエレクトロデバイス株式会社」に社名変更した。

## 沿革
- 1970年（昭和45年） - 鳴海製陶が山口県美祢市に電子セラミックスの工場を建設、「美祢電子磁器製作所」として操業開始。
- 1991年（平成3年） - 鳴海製陶から分社して住友金属セラミックス株式会社を設立。
- 1996年（平成8年） - 営業部門を住友金属工業から吸収し、株式会社住友金属エレクトロデバイスに社名変更。
- 2012年（平成24年） - 日鉄住金エレクトロデバイス株式会社に社名変更。
- 2015年（平成27年）- 日本ガイシの子会社となり、現社名に変更。